# Philips Hue
Philips Hue — собственная запатентованная разработка компании Philips, представляющая собой ZigBee-контролируемые светодиодные лампы. Система может воспроизводить все оттенки белого, от теплого до холодного, и полный спектр цветов, и потребляет на 80 % меньше, чем лампа накаливания. Использование ZigBee (802.15.4) позволяет лампам объединяться в сеть и управлять ими с помощью специального приложения на iOS либо Android.

## Описание
Умная система ламп Philips Hue может работать как через специальный хаб Philips Hue Bridge, так и без неё, но наличие хаба влияет на ряд характеристик системы.
- Без хаба умные лампы Philips Hue подключаются напрямую к смартфону через Bluetooth, тем самым управление ограничено зоной досягаемости Bluetooth соединения (как правило в рамках несколько комнат)[1].
- С хабом система освещения взаимодействует не напрямую со смартфоном, а через промежуточный хаб Philips Hue Bridge. В свою очередь хаб, подключённый (через Ethernet) к общей сети со смартфоном, позволяет управлять системой освещения со смартфона практически из любой любого места, где доступен интернет[1].

С образованием нового универсального стандарта Matter лампы Philips Hue, через хаб Philips Hue Bridge, также стали использовать и этот стандарт.

## Характеристики ламп
Каждая лампа состоит из 11 светодиодов, которые могут воспроизводить до 16 миллионов цветов. Цветовая температура ламп от 2000 до 6500 К.
- Яркость — 600 люмен (эквивалентно 50 W лампе)
- Время включения — 2 секунды;
- Потребляемая максимальная мощность — 8,5W;
- Ресурс — 15 000 часов, что составит не менее 10 лет активного использования;
- Высота лампы — 110 мм, диаметр — 62 мм;
- Цоколь лампы — Е27